# Campionato mondiale cadetti di scherma 2015
Il Campionato mondiale cadetti di scherma del 2015 ("2015 World Cadets Fencing Championships") è stato organizzato dalla Federazione internazionale della scherma e si è svolto a Tashkent in Uzbekistan dal 1 al 9 aprile.
Nel fioretto, si sono aggiudicati i titoli del campionato mondiale lo statunitense Samuel Moelis, che ha battuto in finale il russo Grigorij Semenjuk, e la tedesca Leonie Ebert che ha avuto la meglio sull'italiana Serena Rossini.
Nella spada il coreano Myeongki Kim ha battuto in finale il ceco Jakub Jurka, ottenendo il titolo mondiale cadetti maschile, mentre tra le donne la rumena Alexandra Predescu ha superato la magiara Kinga Nagy.
Nella sciabola il coreano Dongju Kim prevale sul russo Konstantin Lokhanov, mentre la russa Olga Nikitina ha battuto l'italiana Lucia Lucarini.

## Podi

### Uomini
| Specialità  | Oro           | Argento             | Bronzo                           |
| Individuali |               |                     |                                  |
| Fioretto    | Samuel Moelis | Grigorij Semenjuk   | Tamás Mészáros Geoffrey Tourette |
| Spada       | Myeongki Kim  | Jakub Jurka         | Loic Beaulieu Bence Bende        |
| Sciabola    | Dongju Kim    | Konstantin Lochanov | Alberto Arpino Matteo Neri       |

### Donne
| Specialità  | Oro                | Argento        | Bronzo                          |
| Individuali |                    |                |                                 |
| Fioretto    | Leonie Ebert       | Serena Rossini | Sylvie Binder Victoria Jusova   |
| Spada       | Alexandra Predescu | Kinga Nagy     | Eleonora De Marchi Alla Hryščyk |
| Sciabola    | Olga Nikitina      | Lucia Lucarini | Misaki Emura Alexandra Klimova  |

## Medagliere
| Pos.   | Nazione       | Oro | Argento | Bronzo | Totale |
| ------ | ------------- | --- | ------- | ------ | ------ |
| 1      | Corea del Sud | 2   | 0       | 0      | 2      |
| 2      | Russia        | 1   | 2       | 2      | 5      |
| 3      | Stati Uniti   | 1   | 0       | 2      | 3      |
| 4      | Germania      | 1   | 0       | 0      | 1      |
| 4      | Romania       | 1   | 0       | 0      | 1      |
| 6      | Italia        | 0   | 2       | 3      | 5      |
| 7      | Ungheria      | 0   | 1       | 2      | 3      |
| 8      | Rep. Ceca     | 0   | 1       | 0      | 1      |
| 9      | Giappone      | 0   | 0       | 1      | 1      |
| 9      | Ucraina       | 0   | 0       | 1      | 1      |
| 9      | Canada        | 0   | 0       | 1      | 1      |
| Totale | Totale        | 6   | 6       | 12     | 24     |